# Казаковский Промысел
Казаковский Промысел — село в Балейском районе Забайкальского края России, административный центр сельского поселения «Казаковское».
Население — 639 чел. (2021).

## География
Расположено в южных предгорьях Борщовочного хребта в пади реки Казаковая, правого притока Унды, в 37 км к северо-востоку от районного центра, города Балея.

## История
Основано в 1838 году и носило название Казаковский Стан. Появление села связано с открытием Казаковской золотоносной россыпи, давшей начало Казаковским приискам. В 1907—1908 годах была начата разработка Казаковского месторождения золота, открытого в 1883 году. В селе находилась Казаковская каторжная тюрьма, заключенные которой работали на золотых приисках, в том числе на предприятиях Казаковского золотопромышленного общества, одного из ведущих золотодобытчиков региона в предреволюционный период. Из известных людей каторгу здесь отбывали революционер-демократ, поэт Михаил Михайлов, матросы броненосца «Потёмкин», большевик П. А. Амосов, революционер Григорий Котовский. Весной 1913 года через Новотроицкую и Казаковскую каторжные тюрьмы в Горный Зерентуй проследовал Емельян Ярославский. На прииске в 1919 году родился писатель Николай Улыбин. Во время Гражданской войны в помещении тюрьмы работала Казаковская сменная народная гимназия.
В 1926—1935 годах было центром Жидкинского района.

## Население
| 1989 | 2002 | 2010 | 2021 |
| ---- | ---- | ---- | ---- |
| 1078 | ↘841 | ↘723 | ↘639 |

## Инфраструктура и культура
В селе работала Казаковская геолого-разведочная экспедиция (КГРЭ). Имеются средняя школа, Дом культуры, библиотека, сельская участковая больница и почта. Основное занятие жителей — сельскохозяйственное производство в личных подсобных хозяйствах.
Имя революционера Григория Котовского носит одна из улиц села, на которой в 1983 году была установлена мемориальная доска. Недалеко от села, в пади Маргогониха, в 1957 году был открыт памятник на месте расстрела партизана В. П. Подойницына. В память о партизанах, погибших в годы Гражданской войны в Забайкалье в селе установлен обелиск. В селе находится могила И. Г. Рожмана. В селе до войны работал отвальщиком Семён Мельников, Герой Советского Союза.